# Marija Pejčinović Burić
Marija Pejčinović Burić (/mǎrija pejt͡ʃǐːnoʋit͡ɕ bûrit͡ɕ/), née le 9 avril 1963 à Mostar, est une femme politique croate, membre du parti de centre-droit Union démocratique croate (HDZ). Elle est ministre des Affaires étrangères et des Affaires européennes de Croatie de 2017 à 2019, ainsi que l'une des quatre vice-Premiers ministres.
Le 26 juin 2019, elle est élue secrétaire générale du Conseil de l'Europe, poste qu'elle occupe du 18 septembre 2019 au 18 septembre 2024.

## Biographie

### Études et début de carrière
Marija Pejčinović Burić naît à Mostar, en Bosnie-Herzégovine, alors en Yougoslavie. Elle étudie à l'université de Zagreb, dont elle sort diplômée d'économie en 1985.
Elle commence sa carrière en tant qu'experte associée en commerce pour Končar Inženjering à Zagreb entre 1988 et 1991. En 1991, elle est nommée secrétaire générale de la Maison de l'Europe de Zagreb et vice-secrétaire générale du Mouvement européen de Croatie. En 1994, elle obtient un master en études européennes au Collège d'Europe (campus Natolin), puis retourne travailler chez Končar Inženjering. En 1997, elle est nommée directrice de la communication interne au sein de l'entreprise Pliva, basée à Zagreb.

### Carrière dans le secteur public
En 2000, Marija Pejčinović Burić est nommée secrétaire parlementaire au ministère de l'Intégration européenne. En 2001, elle fait partie de l'équipe de négociation pour l'accord de stabilisation et d'association entre l'Union européenne et la Croatie. À partir de 2003, elle travaille comme chargée de cours sur les sujets d'intégration européenne à l'Académie diplomatique de Croatie.
En 2004, Marija Pejčinović Burić est nommée secrétaire d'État au ministère de l'Intégration européenne, puis en 2005, secrétaire d'État au ministère des Affaires étrangères et de l'Intégration européenne, le tout sous la direction du ministre Miomir Žužul et au sein du gouvernement du Premier ministre Ivo Sanader. Elle est coordinatrice nationale pour les programmes ISPA (Instrument structurel de préadhésion) de 2004 à 2006, coordinatrice nationale des programmes d'assistance et de coopération avec l'UE, et membre du groupe de travail sur la libre circulation des capitaux lors des négociations d'accession à l'UE de la Croatie (2005-2006). À partir de 2006, Marija Pejčinović Burić est membre de l'équipe de négociations d'accession à l'UE de la Croatie et négociatrice pour les chapitres de l'acquis « relations extérieures », « affaires étrangères », « sécurité et défense », « institutions » et « autres enjeux ». Elle est également présidente pour la Croatie au sein du comité de stabilisation et d'association UE-Croatie et présidente de la commission mixte Croatie-Bade-Wurtemberg (2006-2008).

### Députée
En 2008, Marija Pejčinović Burić est élue au Parlement de Croatie sous l'étiquette du parti de centre-droit Union démocratique croate dans le 6e district. Elle conserve ce siège jusqu'aux élections de 2011. En tant que députée, elle participe au comité sur l'intégration européenne ainsi qu'à celui sur les Affaires étrangères. Elle est également membre de la délégation croate à l'Assemblée parlementaire du Conseil de l'Europe et siège au groupe parlementaire d'amitié Croatie−États-Unis.
En 2012-2013, Marija Pejčinović Burić donne des conférences sur le traité de Lisbonne lors des séminaires de l'École d'administration publique de Croatie. À partir de 2013, elle travaille pendant quelques années en tant que consultante privée auprès de l'UE, du Programme des Nations unies pour le développement (PNUD) et de projets financés bilatéralement dans des pays candidats ou candidats potentiels, ainsi que pour des pays voisins de l'UE. Elle est également consultante pour le gouvernement serbe sur les questions d'intégration européenne.
Le 17 novembre 2016, elle revient en politique en tant que secrétaire d'État au ministère des Affaires étrangères et de l'Intégration européenne, sous la direction du ministre Davor Ivo Stier, au sein du gouvernement du Premier ministre Andrej Plenković.

### Ministre des Affaires étrangères
En juin 2017, Marija Pejčinović Burić est nommée ministre des Affaires étrangères, remplaçant Davor Ivo Stier après sa démission. Elle est la troisième femme à occuper ce poste, après Kolinda Grabar-Kitarović et Vesna Pusić. En cette qualité, elle est présidente du Comité des ministres du Conseil de l'Europe pour un mandat de six mois en 2018.

### Secrétaire générale du Conseil de l'Europe
En 2019, Marija Pejčinović Burić annonce sa candidature pour succéder au Norvégien Thorbjørn Jagland en tant que secrétaire générale du Conseil de l'Europe.
Le 26 juin, elle est élue à cette fonction par l'Assemblée parlementaire, battant le ministre des Affaires étrangères belge Didier Reynders par 159 votes contre 105. Elle prend officiellement ses fonctions le 18 septembre 2019 pour cinq ans. Le 18 septembre 2024, le Suisse Alain Berset lui succède.

### Autres activités
Elle est membre du conseil d'administration du Centre for European Policy Studies (CEPS) depuis 2016.

## Décorations
Le 3 juillet 2024, Marija Pejčinović Burić est nommée au grade de chevalier dans l'ordre national de la Légion d'honneur au titre de « secrétaire générale du Conseil de l'Europe ; 35 ans de services ».

## Pour approfondir